# Lyraphora obliquata
Lyraphora obliquata är en skalbaggsart som beskrevs av John Obadiah Westwood 1842. Lyraphora obliquata ingår i släktet Lyraphora och familjen Cetoniidae. Inga underarter finns listade i Catalogue of Life.